# يوسف المقبل
يوسف المقبل  (1958 - ) ممثل سوري من مواليد كفر ألما اشتهر في الأعمال التاريخية وله العديد من الأعمال المهمة. وأكثر من 150 عرضا مسرحيا. انضم إلى نقابة الفنانين السوريين عام 1980. من أهم أدواره أبو فاروق في ولادة من الخاصرة 3: منبر الموتى. شاركه الفنان سلوم حداد في معظم أعماله وكذالك الفنان عبد الرحمن أبو القاسم.

## حياته
حاصل على الإجازة في الآداب من جامعة دمشق وحاصل على شهادة بدورة الإخراج السينمائي والتلفزيوني. انضم إلى نقابة الفنانين السوريين عام 1980 من أهم أدواره (أبو فاروق) في مسلسل (الولادة من الخاصرة) وقد شارك مع الفنان سلوم حداد في أغلب أعماله الفنية .
حاز جائزة أفضل ممثل في أيام قرطاج المسرحية للعام 2018 في دورتها 20 عن دوره في مسرحية " تصحيح ألوان . من أشهر أعماله (الزير سالم) عام 2000 عنترة - الكواسر - صقر قريش - التغريبة الفلسطينية - دقيقة صمت - مقامات العشق - نجمة الصبح - ماورد - الاعتراف - جواب اعتقال.

## أعماله

### المسلسلات و الأفلام
- عز الدين القسام
- طرائف أبي دلامة
- الموت القادم إلى الشرق
- الكواسر
- الفوارس
- الزير سالم
- صقر قريش
- الحجاج
- أبو الطيب المتنبي
- فارس بني مروان
- التغريبة الفلسطينية
- موكب الإباء
- المرابطون والأندلس
- ملوك الطوائف
- عياش
- نزار قباني
- خالد بن الوليد
- أسد الجزيرة
- عنترة
- قمر بني هاشم
- رايات الحق
- العقاب
- القعقاع بن عمرو التميمي
- معاوية والحسن والحسين
- عمر
- إمام الفقهاء (مسلسل)
- ولادة من الخاصرة 3: منبر الموتى

### رسوم متحركة
- داي الشجاع
- كونان جزء الثاني

## روابط خارجية
- يوسف المقبل على موقع قاعدة بيانات الأفلام العربية